# Classic Var
De Classic Var is een eendagsewielerwedstrijd die in het Franse departement de Var wordt verreden. De eerste editie vond plaats in 2024 en was gelijk onderdeel van de UCI Europe Tour met een 1.1 classificatie.

## Ontstaan
Tot en met 2023 was er de driedaagse etappewedstrijd Ronde van de Alpes-Maritimes en de Var. Sinds 2024 is deze opgesplitst in twee losse wedstrijden; de Classic Var vindt plaats op vrijdag en de tweedaagse wedstrijd Ronde van de Alpes-Maritimes wordt verreden op de zaterdag en zondag die daarop volgt. Het doel van het 'loskoppelen' van deze wedstrijd was om het departement de Var meer aandacht te geven die het verdient, volgens de organisator Frédéric Maistre.